# 東京科学大学未来社会創成研究院地球生命研究所
東京科学大学 未来社会創成研究院 地球生命研究所（とうきょうかがくだいがく みらいしゃかいそうせいけんきゅういん ちきゅうせいめいけんきゅうじょ、英称: Earth-Life Science Institute、略称: ELSI）は、2012年に世界トップレベルの研究拠点形成を目指す文部科学省のWPIプログラムによって設立された研究機関。

## 沿革
- 2012年12月7日 - 文部科学省の世界トップレベル国際研究拠点として東京工業大学 地球生命研究所発足
- 2024年10月1日 - 東京科学大学の発足に伴い東京科学大学 未来社会創成研究院 地球生命研究所となる

## 期間
10年間。助成開始5年後の中間報告により、計画の変更、中止などの見直しが行われる。特に優れた成果を上げた場合は、5年間の延長が認められる。

## 組織
2023年11月1日現在

### 所長
- 関根康人

### 副所長
- ジョン・ハーンルンド（wikidata）（英: John Hernlund）
- 松浦友亮

### 主任研究者
- 藤島皓介
- 玄田英典
- アレクシー・ジルベール（wikidata）（仏: Alexis Gilbert）
- ジョン・ハーンルンド
- 廣瀬敬
- 井田茂
- 増田真二
- 松浦友亮
- ショウン・マックグリン（wikidata）（英: Shawn McGlynn）
- 中村龍平
- 関根康人
- エリック・スミス（wikidata）（英: Eric Smith
- 上野雄一郎
- メアリー・ボイテック（英語版）（英: Mary A. Voytek）
- 尾﨑和海

### フェロー
- 鎌形洋一
- 永原裕子
- 渋谷岳造
- 高井研
- 吉田尚弘

### 在籍した研究者
網羅性はないことに留意。
- 入舩徹男
- ジョセフ・カーシュビンク（英語版）
- 中澤清
- ピート・ハット
- 牧野淳一郎
- 丸山茂徳

## 所在地
- 東京科学大学大岡山キャンパス内